# 試製対空戦車 タセ
試製対空戦車 タセ（しせいたいくうせんしゃ タセ）は、1941年（昭和16年）3月に日本陸軍が開発した対空戦車である。制式化はされなかった。

## 経緯
1930年代から航空機に対する機関銃の威力の向上が問題となった。ここから日本陸軍は新式の対空機関砲の研究をはじめ、1934年（昭和9年）、対空機関砲を新たに試作し、改修と試験を繰り返しながら昭和13年に制式にこぎつけた。これが九八式二十粍高射機関砲（ホキ砲）である。運用するにあたり、ホキ砲は陣地をしつらえて射撃することが必要であったため、車載時に敵機の攻撃に対して即応できないことが問題とされた。このため九四式六輪自動貨車に九八式二十粍高射機関砲を搭載し、制式採用されて整備された。
こののち、対空戦闘用の車輛の開発は、半装軌車搭載型を経て、全装軌車搭載型のキト車が構想された。キト車は九七式軽装甲車の車体を利用していたが、車体が小さく操砲に不便であったこと、防楯がつけられないこと、搭乗が不便等の理由から不採用となった。
しかしキト車の経験を踏まえたうえで、1941年（昭和16年）3月、対空戦車の開発が開始された。略符号はタセ（単装機関砲搭載戦車の略）である。研究用車体には九八式軽戦車が選定された。九八式軽戦車は、九五式軽戦車が戦線で活躍していたことから代替が進まず、量産が開始されたのは1942年（昭和17年）からであり、研究当時は試作段階に留まっていた。
タセ車の運用は、戦車部隊に随伴し、航空攻撃から部隊を防御することが考えられていた。これは1939年（昭和14年）からの電撃戦による航空攻撃の活躍の影響が大きい。

## 構造
基本的な車体構造は九八式軽戦車のそれを用いている。ただし、車体側面袖部の形状が九八式軽戦車の側面とは異なっており、フェンダーぎりぎりまで拡幅されたうえ、丸みを帯びた形状から、装甲板同士を溶接して構成した鋭角的な形状に変更されている。これにより戦闘室の内積を増加した。
車体から従来の砲塔を撤去し、新たにオープントップの砲塔を搭載した。この砲塔は前部が円筒形状、後部には大きく張り出した大型のバスルを設けており、この砲塔バスルの内部には二〇粍機関砲弾薬と装具を搭載した。キト車の失敗を活かし、砲手の全周防御を実現している。
機関砲は九八式二十粍高射機関砲を基とし、試製ホキ砲II型が新たに製作された。開発は銅金義一中佐と前田利直少佐である。原型砲から用いられたものは機関部と砲身、レバー等であり、照準具が改修され、肩当てが追加された。マズルブレーキのある砲口から尾筒底までの銃の長さは2,003mmである。車載にあたり三脚、車輪、座席が撤去された。弾倉は九八式機関砲と共用の十五発入り箱型弾倉である。
揺架以上の構造は九八式高射機関砲とほぼ変わらなかった。これを防楯を介して砲塔内に搭載した。機関砲は左右15度に旋回でき、砲手は肩付けによって照準操作ができた。それ以上の追尾には砲塔を旋回させた。発射速度は300発毎分である。
照準は照門からリード角のついた円環をのぞく二点照準式だった。リードには700km/h、500km/h、300km/hの3種類が用意されており、射程は600mから1400mが想定されていた。
機関には統制型一〇〇式ディーゼルエンジンを使用し、130馬力を出力した。変速機は前進4段、後進1段である。原型となった九八式軽戦車は時速50km/hを発揮した。

## 試験
射撃試験の結果、地上に据砲して射撃する場合と比べ、公算誤差が2倍となっていることが判明した。また俯仰のしやすさをより容易にすること、射角と砲手の姿勢を対応させる必要などが明らかになった。ほか、機能的に問題はなかった。
1943年（昭和18年）3月の試験結果で不採用が決定された。照準の簡略化と命中精度の低下、発射速度の増大ができないことが上げられた。総合的に、装軌車上に牽引式の機関砲を搭載する方に実利があるとするものであった。

## 登場作品
『R.U.S.E.』
日本の対空戦車として登場。
『War Thunder』
日本陸軍ツリーの対空車輌Ta-Seとして登場。
『Enlisted』
太平洋キャンペーンの枢軸サイド日本陸軍試製対空戦車タセとして登場